# Слот, Арне
А́ренд Мартейн «Арне» Слот (нидерл. Arend Martijn «Arne» Slot; родился 17 сентября 1978) — нидерландский футболист и тренер. Главный тренер английского клуба «Ливерпуль».

## Карьера игрока
В роли полузащитника выступал за нидерландские клубы «ПЕК Зволле», «НАК Бреда» и «Спарта» (Роттердам).

## Тренерская карьера
Сразу после окончания игровой карьеры Слот вошёл в тренерский штаб «ПЕК Зволле», работая с футболистами молодёжного состава. Летом 2014 года стал ассистентом главного тренера клуба Эредивизи «Камбюр». В этом качестве работал под руководством Хенка де Йонга, Марсела Кейзера и Роба Мааса, пережив с командой вылет в Первый дивизион. 15 октября 2016 года был назначен исполняющим обязанности главного тренера «Камбюра», а 5 января 2017 года утверждён в качестве главного тренера на постоянной основе. Под руководством Слота «Камбюр» поднялся с 14-го на 3-е место в Эрстедивизи, но упустил возможность вернуться в Высший дивизион, уступив в стыковых матчах «МВВ Маастрихт». Кроме того, «Камбюр» успешно выступил в Кубке Нидерландов, в 1/8 финала выбив «Аякс» и впервые в истории дойдя до полуфинала турнира, лишь в серии пенальти уступил «АЗ».
Летом 2017 года Слот покинул «Камбюр» и вошёл в тренерский штаб Джона ван ден Брома в «АЗ». 10 декабря 2018 года было объявлено, что по окончании сезона Слот сменит ван ден Брома на посту главного тренера клуба. Первый сезон в качестве главного тренера «АЗ» Слот начал с девятиматчевой беспроигрышной серии во всех турнирах, а также стал первым тренером, которому удалось набрать 19 очков в первых матчах дебютного сезона в Эредивизи. По ходу сезона «АЗ» одержал две победы над «Аяксом» (1:0 и 2:0) и сумел разгромить «Фейеноорд» (3:0) и ПСВ (4:0). По итогам 25-ти сыгранных туров чемпионата Нидерландов подопечные Слота набрали 56 очков и занимали второе место в турнирной таблице, уступая «Аяксу» лишь по дополнительным показателям. Однако сезон был завершён досрочно без объявления чемпиона из-за распространяющейся пандемии COVID-19. Несмотря на то, что следующий сезон «АЗ» начал с десятиматчевой беспроигрышной серии, результаты команды заметно ухудшились, поскольку она часто закончивала матчи вничью. В результате, 5 декабря 2020 года Слот был уволен с поста главного тренера клуба. К тому моменту руководству «АЗ» стало известно о переговорах Слота с «Фейеноордом», и оно посчитало, что тренер не сможет быть сосредоточен на команде.

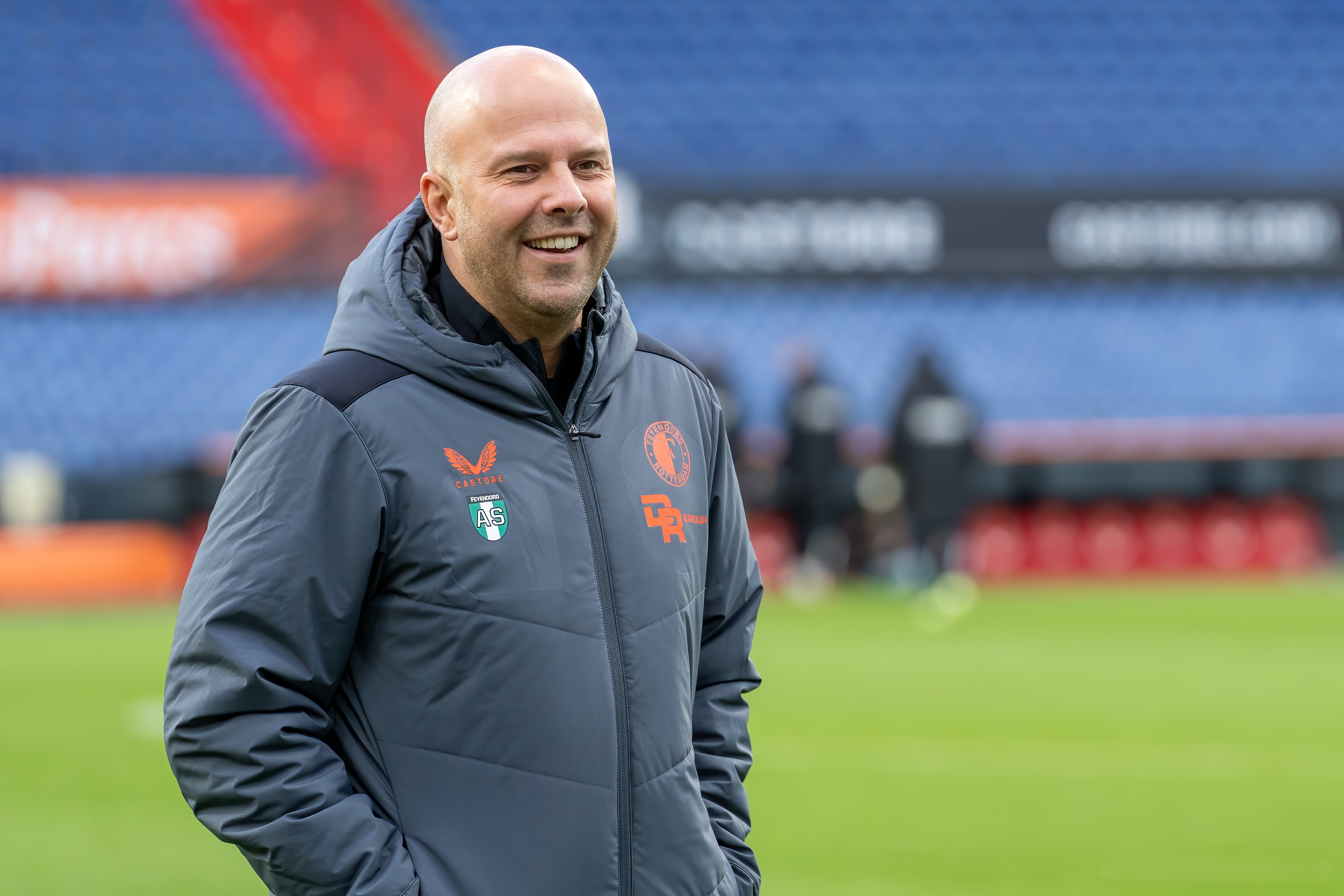
Арне Слот в качестве главного тренера «Фейеноорда»

15 декабря 2020 года «Фейеноорд» объявил о назначении Слота главным тренером клуба после окончания сезона. Первый сезон под руководством нового тренера команда завершила на 3-м месте, на две позиции улучшив прошлогодний результат. Однако особенно ярко «Фейеноорд» проявил себя в первом розыгрыше Лиги конференций. Подопечные Слота сумели занять первое место в своей группе и впервые за двадцать лет выйти в 1/8 финала еврокубков. В плей-офф турнира «Фейеноорд» сумел выбить «Партизан», пражскую «Славию» и «Олимпик Марсель» и вышли в финал. Однако в решающем матче «Фейеноорд» со счётом 0:1 уступил итальянской «Роме» и упустил возможность выиграть трофей. По итогам сезона Слот был награждён премией имени Ринуса Михелса как лучший тренер года, а его контракт с клубом был продлён. В следующем сезоне «Фейеноорд» под руководством Слота выиграл первый за шесть лет чемпионский титул, набрав 82 очка. Благодаря этому успеху Слот второй раз подряд был признан лучшим тренером года в Нидерландах, став лишь четвёртым тренером, кому удавалось подобное. Кроме того, «Фейеноорд» сумел дойти до четвертьфинала Лиги Европы, где вновь уступил «Роме» в двухматчевом противостоянии, а Слот установил клубный рекорд по количеству побед в еврокубках, обойдя по этому показателю Эрнста Хаппеля и Берта ван Марвейка. Летом 2023 года английский «Тоттенхэм Хотспур» рассматривал возможность назначения Слота главным тренером клуба, однако он предпочёл остаться в «Фейеноорде», вновь продлив свой контракт. Несмотря на то, что по итогам сезона «Фейеноорд» набрал на два очка больше чем в предыдущем, отстоять чемпионский титул подопечным Слота не удалось, и они финишировали на втором месте в турнирной таблице. Однако 21 апреля 2024 года команда сумела выиграть Кубок Нидерландов, одержав в финальном матче победу над клубом НЕК со счётом 1:0.
В апреле 2024 года в СМИ появились сообщения о том, что с началом нового сезона Слот может возглавить «Ливерпуль», сменив уходящего в отставку Юргена Клоппа, в мае эту информацию подтвердил сам тренер. 20 мая 2024 года «Ливерпуль» объявил о назначении Слота новым главным тренером клуба. Победив «Ипсвич Таун» в матче первого тура Премьер-лиги, Слот стал первым тренером «Ливерпуля» с 1998 года, сумевшим одержать победу в своём дебютном матче. В дебютном сезоне Слота «Ливерпуль» досрочно стал чемпионом Англии за 4 тура до окончания чемпионата.

## Тренерский стиль
Работая с «Фейеноордом» Слот оценивался экспертами как один из лучших тренеров в истории клуба, поскольку ему удавалось сочетать игровые результаты с развитием игроков и атакующего, яркого стиля игры команды.

## Тренерская статистика
Данные приведены по состоянию на 15 августа 2025 года
| Команда   | Страна     | Начало работы   | Завершение работы | Показатели | Показатели | Показатели | Показатели | Показатели | Показатели | Показатели | Показатели |
| Команда   | Страна     | Начало работы   | Завершение работы | И          | В          | Н          | П          | МЗ         | МП         | РМ         | % побед    |
| --------- | ---------- | --------------- | ----------------- | ---------- | ---------- | ---------- | ---------- | ---------- | ---------- | ---------- | ---------- |
| Камбюр    | Нидерланды | 15 октября 2016 | 30 июня 2017      | 34         | 21         | 6          | 7          | 75         | 31         | +44        | 061,76     |
| АЗ        | Нидерланды | 1 июля 2019     | 5 декабря 2020    | 58         | 32         | 16         | 10         | 118        | 52         | +66        | 055,17     |
| Фейеноорд | Нидерланды | 1 июля 2021     | 31 мая 2024       | 148        | 97         | 27         | 24         | 346        | 156        | +190       | 065,54     |
| Ливерпуль | Англия     | 1 июня 2024     |                   | 57         | 39         | 10         | 8          | 128        | 57         | +71        | 068,42     |
| Итого     | Итого      | Итого           | Итого             | 297        | 189        | 59         | 49         | 667        | 296        | +371       | 063,64     |

## Достижения

### Достижения в качестве игрока
ПЕК Зволле
- Чемпион Эрстедивизи (2): 2001/02, 2011/12

### Достижения в качестве тренера
«Фейеноорд»
- Чемпион Нидерландов: 2022/23
- Обладатель Кубка Нидерландов: 2023/24

«Ливерпуль»
- Чемпион Премьер-лиги: 2024/25

### Личные достижения
- Премия имени Ринуса Михелса (2): 2021/2022, 2022/2023
- Тренер месяца английской Премьер-лиги: ноябрь 2024[23]

## Личная жизнь
Слот женат, супругу зовут Мирьям. У пары двое детей — сын и дочь.